# ميجيل مورا
ميجيل مورا (بالإسبانية: Miguel Mora Morales) (3 مارس 1974 ببرشلونة في إسبانيا - ) هو لاعب كرة قدم إسباني في مركز حراسة المرمى. لعب مع نادي أونياو دا ماديرا ونادي بطليوس ونادي ريو أفي ونادي لاردة وCF Gavà ‏ وCF Balaguer ‏ ونادي بينيفار ‏.

## روابط خارجية
- ميجيل مورا على موقع قاعدة بيانات كرة القدم.إي يو (الإنجليزية)